# 日本気象協会
一般財団法人日本気象協会（にほんきしょうきょうかい、英: Japan Weather Association 、略称：JWA）は、気象業務を行う日本の一般財団法人。
1950年5月10日に運輸省（現：国土交通省）所管の外郭団体「財団法人気象協会」として設立され、1966年4月1日には地方ごとにあった気象協会を「財団法人日本気象協会」として全国統合したが、国の公益法人制度改革に伴い2009年10月1日に一般財団法人に移行。それに伴い、名称も「財団法人日本気象協会」から「一般財団法人日本気象協会」へと変更した。
1993年の気象業務法改正により一般向け予報業務の許可が容易に取得できるようになるまでは、テレビ・ラジオ等への気象情報及び解説の提供は日本気象協会がほぼ独占的に行っていた。なお、日本気象協会は気象業務法第17条第1項の許可を得た予報業務許可事業者でもある。

## 概要
本社は東京都豊島区東池袋3丁目1番1号のサンシャイン60の55階にある。地域拠点は北海道（札幌市）、東北（仙台市）、中部（名古屋市）、関西（大阪市）及び九州（福岡市）の5箇所にある。
2000年6月1日にそれまでの地方本部制を本社・支社制に改めた。2006年10月には東海と九州の支社を地区支配人に名称変更したものの、2009年1月に東海と九州の地区支配人はそれぞれ中部支社、九州支社に改称しもとの「支社」に戻した。2009年7月に環境・防災・予報・情報システムの4事業を軸とする事業部制となっている。
北海道・関西・中部と九州は「支社」、東北は「支局」と称していたが、現在は「支社」で統一されている。

## 所属している気象予報士
気象予報士制度導入後の雇用形態には「正職員」と「契約職員」とがあり、契約満了で他事業者に移ったり、社内事情で他部署に異動したりと、様々である。

### 本社
- 岩田総司
- 岸本慎太郎
- 佐藤公俊

### 北海道支社
- 北原宏之
- 高野昌明

### 東北支社
- 大江和美
- 関口元朝

### 中部支社
- 岩名美樹
- 北村泰宏

### 北陸支店
- 谷口聡一

### 関西支社
- 田中美濃
- 小原由美子
- 岡本佐和子
- 西口香織
- 田島俊雄

### 九州支社
- 尾花麻美
- 橘高香純（元鹿児島放送アナウンサー）
- 君島由希子
- 松井渉
- 松永貢
- 米島渉

### かつて所属していた主な予報士・気象キャスター
- 宮沢清治（予報士制度導入前の職員で、元気象庁予報官）
- 福井敏雄（予報士制度導入前の職員で、元気象庁予報官）
- 中村次郎（予報士制度導入前の職員で、定年退職後気象環境サービスに移籍）
- 田代大輔（オフィス気象キャスター代表取締役）
- 森田正光（ウェザーマップ会長）
- 平井史生
- 山下洋
- 渡辺博栄（早期定年退職）
- 檜山靖洋（ハレックス→南気象予報士事務所）
- 天達武史
- 吉村真希（南気象予報士事務所）
- 工藤淳（アップルウェザー）
- 坂口輝夫
- 中村喜三雄
- 坂本京子
- 小越久美（ライフビジネスウェザー）
- 半井小絵（退職後タレント・保守活動家・俳優としても活動。俳優としては『耀涼音』名義）
- 篠原正
- 手嶋準一（九州支社正職員。社内事情で総務課に異動）
- 吉竹顕彰（九州支社正職員。2022年いっぱいで定年退職し、その後は放送出演サポートのみ受ける）
- 石掛貴人
- 岸真弓
- 木地智美（元北日本放送アナウンサー）
- 山口久美子
- 佳留耕太
- 日髙輝夫（第7代愛知県東浦町長）[1]

## tenki.jp
日本気象協会は天気予報を提供するウェブサイト「tenki.jp」を運営し、インターネット上でも全国各地の天気予報、地震情報や注意報・警報、桜の開花予想や紅葉情報など、季節に応じた生活に関連するサービスを提供している。またtenki.jp内のほか、同名のAndroid、iPhone向けアプリやポータルサイト「Yahoo! JAPAN」や「goo」においても気象情報を配信している。

### 沿革
- 1997年9月 - 気象と防災情報のポータルサイトとしてサービス開始[3][4][5]。
- 2002年6月 - tenki.jpとしてサービス開始[3]。

## 予報情報提供先
- Yahoo! JAPAN
- goo
- NHK
- ライブドア
- NTT東日本、NTT西日本（177。2025年3月31日提供終了。）
- JR東日本（トレインチャンネル）
- TBSテレビ[6]

他